# Тиасты
Ти́асты (эст. Tiastõ), ранее также Ти́асте (эст. Tiaste), на местном диалекте Тиассилы (эст. Tiassilõ) — деревня в волости Сетомаа уезда Вырумаа, Эстония. Исторически относится к нулку Лухамаа.
До административной реформы местных самоуправлений Эстонии 2017 года деревня входила в состав волости Миссо (упразднена).

## География и описание
Расположена в 39 километрах к юго-западу от волостного центра — посёлка Вярска, и в 25 километрах к юго-востоку от уездного центра — города Выру. Высота над уровнем моря — 201 метр.
Климат переходный от морского к континентальному. Официальный язык — эстонский. Почтовый индекс — 65036.

## Население
По данным переписи населения 2021 года, в Тиасты насчитывалось 3 жителя, все — эстонцы.
По данным переписи населения 2011 года, в деревне проживали 7 человек, все — эстонцы (сету в перечне национальностей выделены не были).
Численность населения деревни Тиасты по данным переписей населения СССР и Департамента статистики Эстонии:
| Год  | 1959 | 1970 | 1979 | 1989 | 2000 | 2011 | 2018 | 2020 | 2021 |
| ---- | ---- | ---- | ---- | ---- | ---- | ---- | ---- | ---- | ---- |
| Чел. | 17   | ↘ 14 | ↗ 53 | ↘ 46 | ↘ 6  | ↗ 7  | ↘ 3  | ↘ 0  | ↗ 3  |

## История
В письменных источниках 1872 года деревня упоминается как Teaste, 1882 года — Синицы, 1904 года — Teastõ, Сини́цы, прим. 1920 года — Tiastõ, 1922 года — Teaste.
В XIX веке деревня была частью общины Железово и относилась к приходу Панкьявица (Российская империя).

## Происхождение топонима
Топоним предположительно происходит от названия хутора или добавочного крестьянского имени Тихаст, которое означает «синица» (эст. tihane, tihase, tihast).

## Комментарии
1. ↑  Эстонские топонимы, оканчивающиеся на -а, не склоняются и не имеют женского рода (исключение — Нарва)[8].